# Козані (аеропорт)
Національний аеропорт Козані «Філіппос» (грец. Κρατικός Αερολιμένας Κοζάνης "Φίλιππος")(IATA: KZI, ICAO: LGKZ) розпочав свою діяльність у 1950. Розташований за 4 км на південний міста Козані, Греція.

## Авіакомпанії та напрямки
| Авіакомпанія   | Пункт призначення           |
| -------------- | --------------------------- |
| Astra Airlines | Афіни (PSO), Касторія (PSO) |